# فيرونيكا برينينغ
فيرونيكا برينينغ، (مواليد 21 نوفمبر 1965)، هي لاعبة بارالمبية نمساوية، نافست في الألعاب الأولمبية الشتوية.

## المنافسات
شاركت برينينغ في الألعاب الأولمبية الشتوية البارالمبية عام 1984 التي أقيمت في إنسبروك في النمسا، حيث نافست في سباق التزلج على الجليد عبر المناطق الريفية لمسافة 5 كيلومترات الفئة B1. حصلت على المركز الثالث في سباق التزلج المتعرّج للسيدات، والمركز الأول في التزلج الانحداري للسيدات. كما شاركت في الألعاب الأولمبية الشتوية البارالمبية عام 1988 التي أقيمت في إنسبروك في النمسا أيضاً، وحصلت على المركز الأول في سباق التزلج للمسافات القصيرة للسيدات 5 كم، والمركز الثاني في كلٍ من التزلج للمسافات الطويلة للسيدات 10 كم، وسباق التتابع للسيدات 3×5.
شاركت فيرونيكا برينينغ أيضاً في بطولات شمال العالم للمعاقين 1990، وحصلت على المركز الأول في سباق التزلج للسيدات لمسافة 10 كم وسجلت زمناً قدره 47.54,8، والمركز الأول في التزلج على المنحدرات بزمن قدره 2:06.14.